# Cormocephalus pseudopunctatus
Cormocephalus pseudopunctatus är en mångfotingart som beskrevs av Kraepelin 1903. Cormocephalus pseudopunctatus ingår i släktet Cormocephalus och familjen Scolopendridae.

## Underarter
Arten delas in i följande underarter:
- C. p. bisulcatus
- C. p. pseudopunctatus